# Габелко Федір Павлович
Габелко Федір Павлович (1 березня 1918, Садчиковка Затобольського району Кустанайської області – 25 липня 2017, Мельбурн, Австралія) — український громадсько-культурний діяч, літератор, актор, художник. Псевдоніми — І. М. Мелетич, Ф. Лубенський, Федорко та ін.

## Біографія
Народився 1 березня 1918 р. у селищі Садчиків (тепер Садчиковка) Кустанайської області у родині, висланій із Полтавщини до Казахстану за участь у революційних подіях 1905 р. На поч. 1920 р. родина повернулася на хутір Гуляївка на Лубенщину. Навчався у школі с. Березоточі, потім на робітфаці Лубенського педінституту,
проте не закінчив. У 1936–1938 рр. відновив навчання в Харківському інституті кінофікації, потім працював у Маріуполі.
На початку війни потрапив у полон, перебував у концтаборі «Мозах», працював у дортмундській копальні, з якої втік, потім працював у бауера. Щоб уникнути повернення до СРСР, втік із репатріаційного табору в Чехії до м. Регенсбург (Німеччина). У таборі займався малярством і видавничою справою, видав збірку «Три хрести». У 1949 р. емігрував до Австралії, видавав журнал «Український голос» в Аделаїді, керував вокально-музичною, драматичною і хореографічною студією – готував декорації та брав участь у театральних виставах. 1959 р. переїхав до Канберри, заочно закінчив відділ креслярства та електроніки. Тут заснував Українсько-австралійське мистецьке товариство ім. М. Лисенка, видавав журнали «Основа» та «Голос громади», популяризуючи українську культуру серед австралійців. Через 30 років знову повернувся у Мельбурн. Тут заснував Мистецьке Об’єднання Вікторії (МОВ),  почав видавати журнал універсального змісту «Прозріння», був активним членом Українського Вільного Козацтва у чині Полковника, для громадської активізації заснував Інформаційно-Дискусійний Клуб (ІДК).
Нагороджений грамотою федерального міністра еміграції за діяльність на культурній ниві, срібною та бронзовою медалями з рамен Союзу Українських Організацій в Австралії (СУОА), почесний член Української Громади Вікторії (УГВ).
Помер 25 липня 2017 р. у Мельбурні від важкої хвороби, похований на кладовищі Fawkner.
У межах відеопроєкту «Повернуті із небуття» у Лубнах створили відеоролик про життєвий шлях визначного українця.

## Творчий доробок
Автор гуморесок, статей, олійних портретів Т. Г. Шевченка
(1987), Симона Петлюри (1987), пейзажних картин і акварелей. 
Книга спогадів «Тернистим шляхом», видана після смерті до 100-річчя автора Українським центром гуманітарної інформації «Світогляд».